# Neuenkirchen, Cuxhaven
Neuenkirchen là một đô thị thuộc huyện Cuxhaven, trong bang Niedersachsen, Đức. Đô thị này có diện tích 19,65 km².
Neuenkirchen đã từng thuộc Land of Hadeln, đầu tiên là một vùng đất nằm ngoài lãnh địa Sachsen trẻ hơn và sau đó là việc phân chia triều đại thực tế năm 1296 của lãnh địa Sachsen-Lauenburg, thiết lập de jure vào năm 1260.